# Аеромех
Компанія АЕРОМЕХ була створена у 2001 у Луганську. Перший сепаратор аеродинамічний САД було створено на базі власної розробки кандидата технічних наук Сухіна Володимира Степановича. Зразок був на випробуваннях у 2002 році на виробничих потужностях «Агросоюзу». Результати тестування сепаратора САД вразили аграріїв і це призвело до розширення виробництва заводу АЕРОМЕХ. 
На винахід було отримано патент. Завод АЕРОМЕХ постійно розширював власну лінійку зерноочисного обладнання, а саме сепараторів САД. І в 2012 році вже виробляли сепаратори потужністю до 100 тонн на годину. 
У 2014 році,  компанія «АЕРОМЕХ» була змушена залишити Луганськ і перереєструватися у місті Кремінна, на підконтрольній Україні території. Відновлення виробництва почалося з нуля.  До Кремінної привезли лише флешку з кресленнями, а напівзруйноване та розграбоване виробництво залишилося у Луганську. Почали заново з оренди цехів та обладнання, поступово укомплектовуючи штат працівників. Компанія отримала гранди та купила кілька верстатів. За 8 років розвитку у м. Кремінна працювало близько 70 чоловік, загальна площа виробничих потужностей досягала 8000 кв.м. 
Але у 2022 році вторгнення РФ в Україну знов знищило підприємство АЕРОМЕХ у м. Кремінна. Власники заводу АЕРОМЕХ доклали не аби яких зусиль, щоб зберегти ТЕХНОЛОГІЮ АЕРОМЕХ. Зібравши сервера та установчі документи, їм вдалося вивезти до Черкащини основну інформацію і команду.  
ТОВ "НВП "АЕРОМЕХ"  — машинобудівний завод в місті Ватутіне Черкаської області, Україна, один з основних заводів в Україні, що виробляє обладнання для очищення та калібрування зерна. Єдиний виробник  аеродинамічних сепараторів САД, котрі розділяють насіння по питомій вазі з високою точністю.  

## Підприємство

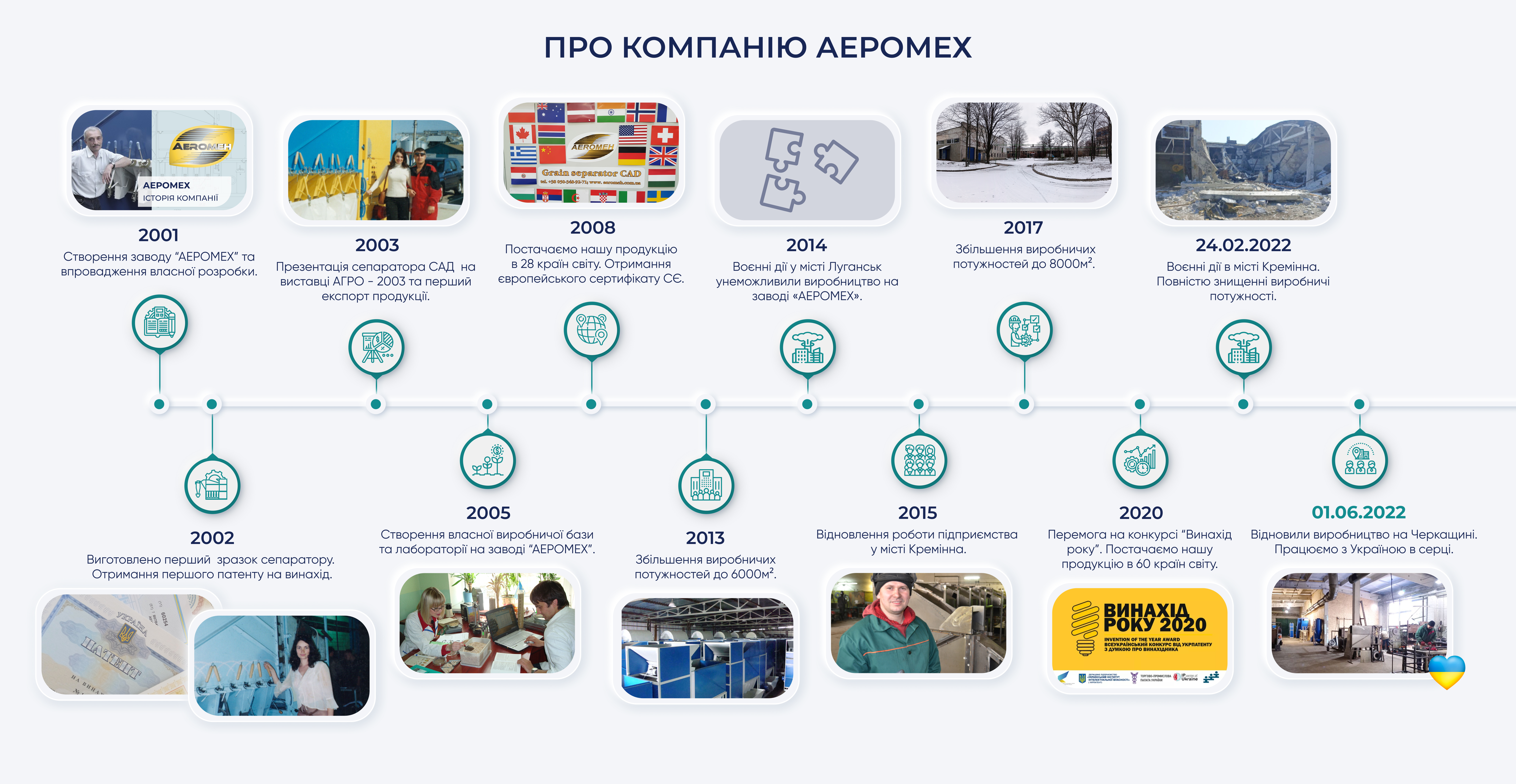
Історія заводу АЕРОМЕХ

Назва «Аеромех» походить від «аеро» — повітря, «мех» — механіка.
Підприємство розробляє і виробляє аеродинамічні сепаратори марки «САД», в яких застосована технологія високоточного калібрування зерна за питомою вагою. Використання сепараторів дозволяє виділяти сильне насіння, яке являється біологічно цінним насіннєвим матеріалом. Це дає прибавку до врожаю до 35%. Підприємство є єдиним заводом-виробником сепараторів марки «САД».
У структурі — конструкторське бюро, експериментальна ділянка, цех, відділ технічного контролю, відділ продажів, сервісний центр, відділ охорони, ділянка автотранспорту, відділ постачання, відділ інформаційних технологій, бухгалтерія, юридичний відділ.
Завод оснащений комплексом холодноштампувального, металообробного, термічного, зварювального, плазморіжучого і фарбувального устаткування, що дозволяє здійснювати повний виробничий цикл.
Завод розташований у промисловій зоні Багачевого, обладнаний під'їзними шляхами.

## Клієнти та партнери

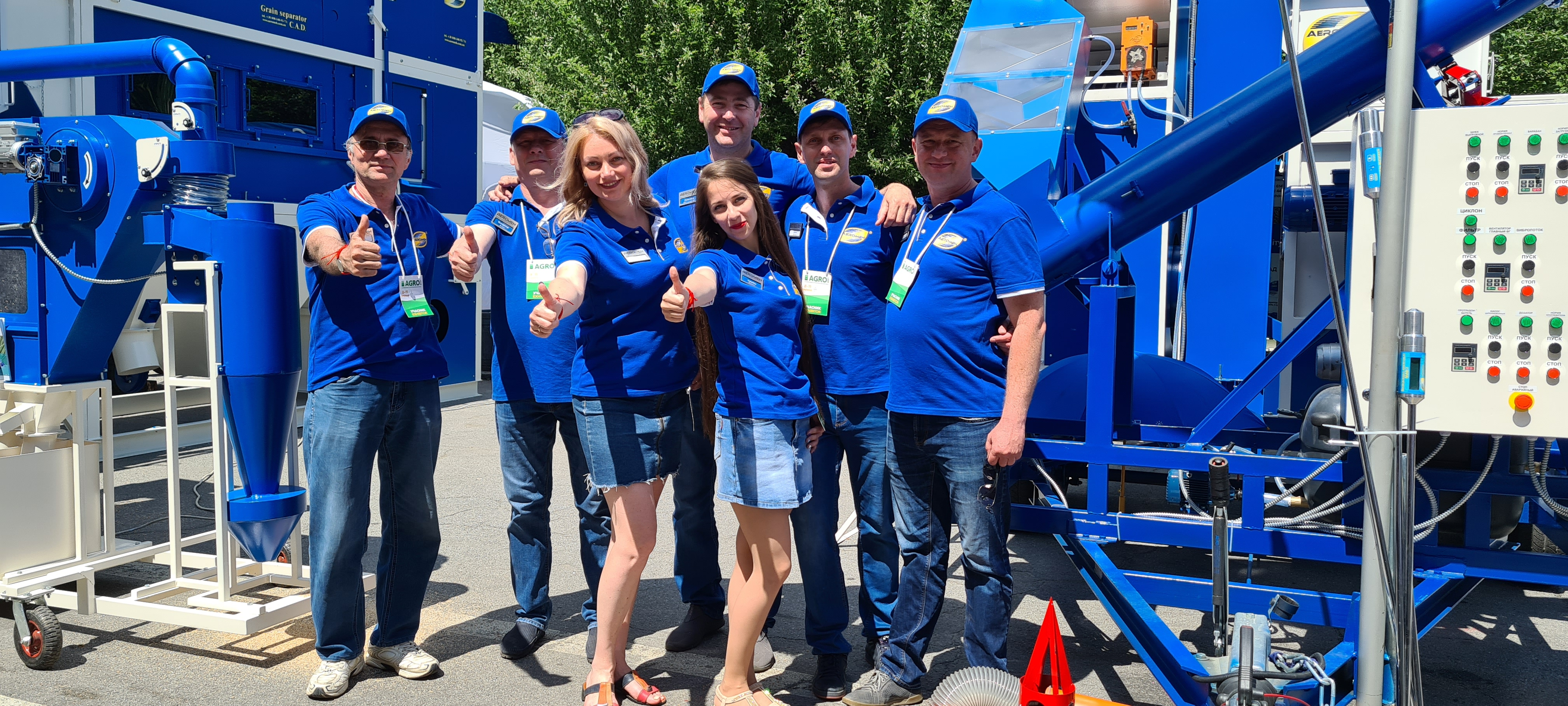
Агровиставка. Київ. АЕРОМЕХ. Сепаратори САД

Серед споживачів продукції є як дрібні фермерські господарства, так і найбільші зернотрейдери, хлібоприймальні підприємства, комбінати хлібопродуктів, елеватори, селекційні станції, насіннєві заводи, млини, борошномельні заводи, жиркомбінати, олійноекстракційні заводи, спиртзаводи, пивзаводи, інші підприємства харчової промисловості.
Підприємство постачає продукцію в Україні та експортує до 60 країн: Австрії,  Азербайджану, Алжиру, Болгарії, Великої Британії, Греції , Грузії, Ізраїлю, Естонії, Ефіопії, Італії, Казахстану, Китаю, Киргизстану, Латвії, Литви, Молдови, Монголії, Німеччини, Норвегії, Польщі, Румунії, Судану, США, Таджикистану, Узбекистану та Фінляндії.

## Відзнаки
- Переможець Всеукраїнського конкурсу «100 найкращих товарів України» у 2004, 2006, 2007, 2008, 2009
- Фіналіст «100 Найкращих товарів України» 2009 ", «Переможець 100 найкращих товарів України 2009»,
- Переможець конкурсу «Найкращий вітчизняний товар Україна — 2006»,
- Переможець конкурсу «Еталон якості — 2006» та інші.
- Переможець конкурсу "Кращий експортер України- 2012"
- Переможець конкурсу  Укрпатетну у номінації: «Технології агропромислового комплексу» -2020

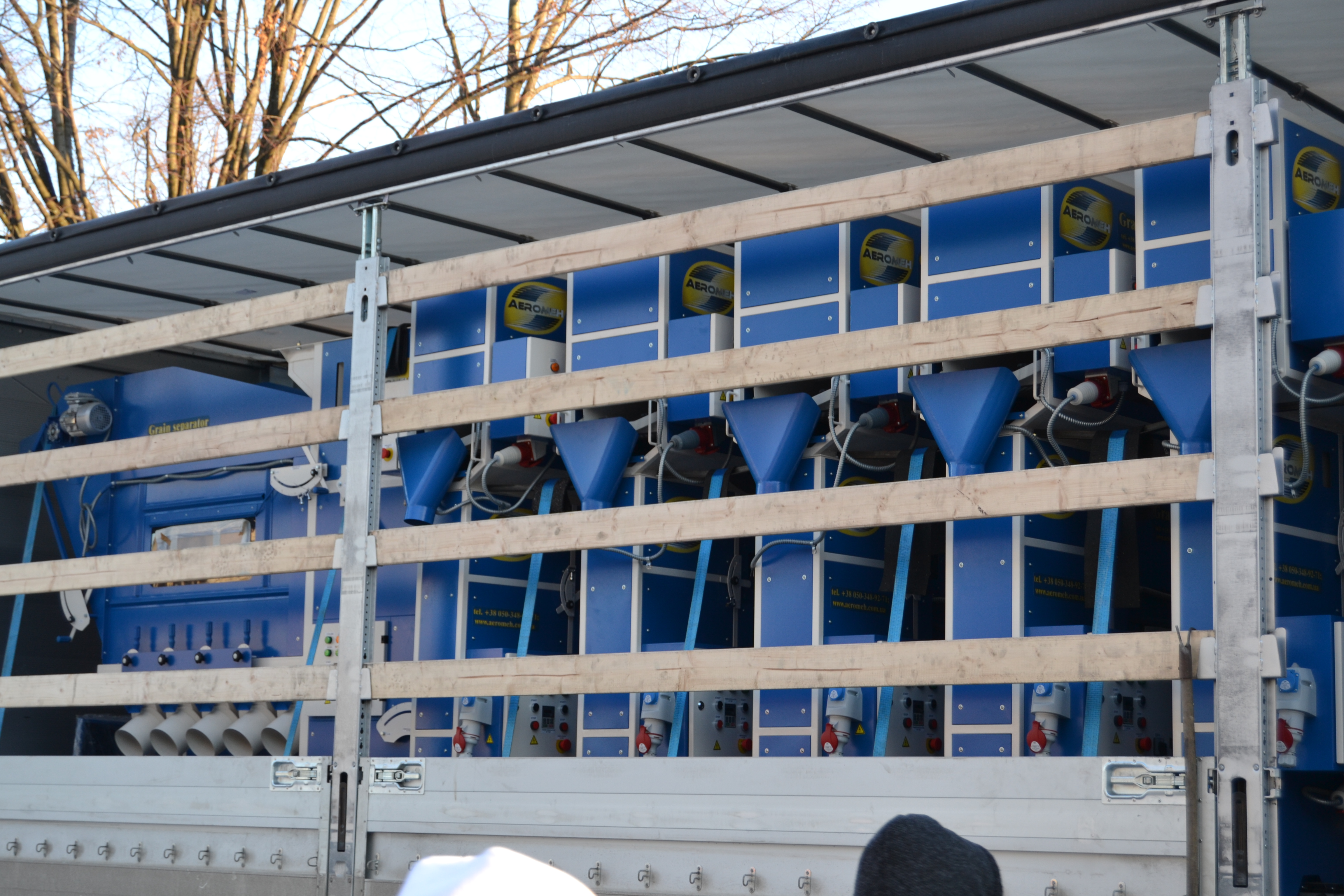
Відвантаження продукції АЕРОМЕХ до Австрії